# Нанавале-Естейтс (Гаваї)
Нанавале-Естейтс (англ. Nanawale Estates) — переписна місцевість (CDP) в США, в окрузі Гаваї штату Гаваї. Населення — 1652 особи (2020).

## Географія
Нанавале-Естейтс розташований за координатами 19°30′15″ пн. ш. 154°54′42″ зх. д. / 19.50417° пн. ш. 154.91167° зх. д. (19.504244, -154.911692).  За даними Бюро перепису населення США в 2010 році переписна місцевість мала площу 5,66 км², уся площа — суходіл.

## Демографія
Згідно з переписом 2010 року, у переписній місцевості мешкало 1426 осіб у 520 домогосподарствах у складі 307 родин. Густота населення становила 252 особи/км².  Було 625 помешкань (110/км²).
Расовий склад населення:
| - 36,1 % — білих - 15,8 % — азіатів - 11,3 % — вихідців з тихоокеанських островів - 2,2 % — корінних американців - 1,3 % — чорних або афроамериканців - 1,1 % — осіб інших рас |

До двох чи більше рас належало 32,3 %. Частка іспаномовних становила 15,3 % від усіх жителів.
За віковим діапазоном населення розподілялося таким чином: 25,1 % — особи молодші 18 років, 64,8 % — особи у віці 18—64 років, 10,1 % — особи у віці 65 років та старші. Медіана віку мешканця становила 37,3 року. На 100 осіб жіночої статі у переписній місцевості припадало 95,3 чоловіків;  на 100 жінок у віці від 18 років та старших — 97,8 чоловіків також старших 18 років.
Середній дохід на одне домашнє господарство  становив 39 918 доларів США (медіана — 29 115), а середній дохід на одну сім'ю — 45 935 доларів (медіана — 43 182). За межею бідності перебувало 29,8 % осіб, у тому числі 33,3 % дітей у віці до 18 років та 4,1 % осіб у віці 65 років та старших.
Цивільне працевлаштоване населення становило 552 особи. Основні галузі зайнятості: освіта, охорона здоров'я та соціальна допомога — 19,0 %, мистецтво, розваги та відпочинок — 15,6 %, роздрібна торгівля — 11,8 %, науковці, спеціалісти, менеджери — 11,2 %.